# Francesco Maria Domenico Carafa
Francesco Maria Domenico Carafa della Stadera, duca di Nocera (XVII secolo – Soriano Calabro, 28 aprile 1648), fu il settimo conte di Soriano Calabro.

## Biografia
Figlio di Francesco Maria Carafa, quinto duca di Nocera, rampollo della nobile famiglia napoletana dei Carafa della Stadera (o Caraffa), Francesco Maria Domenico fu il sesto duca di Nocera dei Pagani e il settimo conte di Soriano Calabro.
Sposò a Napoli nel 1643 Maria Ruffo, figlia di Vincenzo, primo principe di Palazzolo, e di Giovanna Ruffo, terza principessa di Scilla, divenuta sua matrigna, a seguito di seconde nozze, nel 1634.
Succeduto al padre morto in carcere a Madrid nel 1642, il nuovo duca non entrò mai nelle grazie dei cittadini, e il suo mandato fu caratterizzato da numerose rivolte, che culminarono anche in un assalto al palazzo ducale.
Di salute cagionevole, morì piuttosto giovane nel 1648. Nel 1653 la vedova ottenne di avere i feudi di Panaja e Filogaso a titolo di restituzione della dote.
Non avendo avuto figli, il Carafa lasciò i suoi "beni burgensatici" (detti anche allodiali), e cioè i suoi possessi personali non soggetti a vincoli di ordine feudale, al fratellastro naturale Emanuale, che il padre aveva avuto fuori del matrimonio (e che dovette affrontare un lungo contenzioso con il "Regio Fisco" per mettere in qualche misura le mani sull'eredità). Niente di simile poté essere fatto per il ducato di Nocera in quanto, in base alle clausole contenute nell'atto di investitura di Tiberio Carafa di oltre un secolo prima, la successione era possibile solo in linea maschile legittima. Per questo motivo il ducato di Nocera fu in quell'anno reincamerato dal "Regio Fisco" di Napoli. Con Francesco Maria Domenico, quindi, si estinse la dinastia dei Carafa a Nocera, il cui ducato fu poi di nuovo concesso in feudo a Francisco de Moura, marchese di Castelo Rodrigo, a partire dal 1660.